# Mamalluca
Obras Sinfónicas Vol. 1 - Mamalluca: Las Estrellas Bajan A La Tierra, popularmente conocido como Mamalluca, es un álbum publicado por el grupo musical chileno Los Jaivas. Constituye un trabajo musical formal del grupo con una orquesta de cámara completa. No es el primero de la historia de Los Jaivas: antes habían grabado "Corre Que Te Pillo" y "Los Caminos Que Se Abren" con orquesta sinfónica (ambos aparecen en la edición CD de La Ventana), además de una sinfonía aún inédita, conocida como "Letanías Por El Azar", que interpretaron en vivo durante su estadía en Argentina y Europa. Sin embargo, sí es su proyecto más ambicioso, ya que se trata de una sinfonía completa, basada en un libro de poemas que compuso el teclista Eduardo Parra y que incorpora a la Orquesta Sinfónica de Chile (que por un tema contractual debió aparecer bajo el nombre de Orquesta Sinfónica Nacional) y al Coro Sinfónico de la Universidad de Chile en su totalidad, interactuando plenamente con la banda.

## Historia
Esta constituye la segunda ocasión en que el grupo debe musicalizar textos poéticos ya escritos, y no necesariamente compuestos como canciones. Antes habían sido los versos de Pablo Neruda en Alturas de Machu Picchu (1981); ahora, lo que se musicaliza son los versos extasiados de Eduardo Parra, poeta y teclista del grupo, que escribe maravillado por la belleza del valle de Elqui, acerca de su naturaleza, de la raíz poética de Gabriela Mistral y de las temáticas universales enfrascadas en la mística del valle. El poema da lugar a que Los Jaivas intenten revivir sus anteriores trabajos con orquestas sinfónicas y compongan música y arreglos para estos poemas, teniendo como perspectiva un álbum completamente sinfónico, que deja atrás otros proyectos, pero resulta sumamente atractivo para el público y para la escena musical chilena de fines de los 90.

## Contenido
Son varios los géneros que se exploran a lo largo del disco. El tema que le da título, en su expresión más extensa, constituye en sí mismo una mezcla de rock progresivo con música docta y elementos de folclore latinoamericano, y aprovecha elementos de improvisación que el grupo utilizaba desde sus inicios. Esta misma improvisación es la que gobierna el tema "Chasqui", intermedio musical que permite que la orquesta se incorpore a los músicos con sus instrumentos tradicionales de rock y surja una interesante interacción entre todos los sonidos. La orquesta también ejecuta en solitario un tema completo ("Interludio"), a partir de la base instrumental del corto tema que abre el disco ("Alumno") y que es un primer homenaje a la poetisa Gabriela Mistral. Es ella la que guía la poesía de la tonada "Gabriela", ejemplo de la interacción de la orquesta con los elementos folclóricos del disco. "Cerro De La Virgen" explora instancias alegóricas de las fiestas religiosas del Norte Grande chileno, a través de sus fuertes instrumentos de viento, con la misma base que se elabora el tema "El Tambo". Y si en "Uva Madura" y "Camino Estrellado" se aprecian elementos de música pop, "Elqui" es una composición guiada por el piano de Claudio Parra (existente ya desde varios años en el archivo del músico), que permite crear un interludio conmovedor a un disco lleno de quiebres, variantes y armonías, considerado por los críticos como el mejor de Los Jaivas después de la muerte de Gabriel Parra. Los arreglos para la obra fueron realizados por Los Jaivas en colaboración con el compositor chileno Fabrizzio de Negri.

## Datos

### Lista de temas
Letra de todos los temas: Eduardo Parra; música y arreglos: Los Jaivas; Orquestación: Los Jaivas y Fabrizzio De Negri
1. "Alumno" – 1:23
2. "Uva Madura" – 4:31
3. "Chasqui" – 3:02
  - Improvisación instrumental entre la orquesta y Los Jaivas. Es el primer tema completamente improvisado que aparece en un disco de Los Jaivas desde los tres últimos tracks del álbum Los Sueños De América (1974)
  - Fabrizzio De Negri: Sintetizador Yamaha DX7
4. "El Tambo" – 4:49
5. "Camino Estrellado" – 4:36
6. "Cerro de la Virgen" – 6:52
  - Carlos Cabezas: Charango
7. "Gabriela" – 2:45
8. "Interludio" – 4:31
  - Instrumental, ejecutado íntegramente por la orquesta
9. "Elqui" – 6:06
  - Semiinstrumental, con el coro cantando los versos, acompañados de la melodía de piano creada por Claudio Parra, y la orquesta
10. "Mamalluca" – 15:44
  - Fabrizzio De Negri: Sintetizador Korg 01WFD, Coros
  - Rubén Cáceres: Quenacho
  - Patricio Callejas: Tumbadoras

### Músicos
Los Jaivas
- Gato Alquinta: Voz, Guitarra eléctrica Gibson Les Paul Nighthawk, Guitarra acústica, Quena, Pututu, Quijada de burro
- Claudio Parra: Piano, Clavinova Yamaha PF100, Sintetizador Yamaha DX7, Roland D70, Korg 01WFD
- Eduardo Parra: Minimoog, Sintetizador Korg 01WFD
- Juanita Parra: Batería
- Mario Mutis: Bajo, Rickenbacker 4001, Voz

Invitados
- Coro Sinfónico de la Universidad de Chile dirigido por Hugo Villarroel Garay
- Coro Mamalluca dirigido por Fabrizzio De Negri
- Orquesta Sinfónica Nacional (nombre de fantasías para la Orquesta Sinfónica de Chile) dirigida por Pedro Sierra
- Productor Sinfònico: Ivàn Vergara Racapè

### Personal
- Ingenieros de grabación: Jean Marc Delavallée, Eduardo Vergara
- Ingeniero auxiliar y edición digital en Pro Tools: Pablo González
- Ingeniero de mezcla: Jean Marc Delavallée
- Ingeniero auxiliar: Jean Yves Legrand
- Masterización: Jean Yves Legrand, Boris Schoene
- Asistentes en el estudio: Hugo Núñez, Amaru Parra, Félix Pérez, Patricio Muñoz, Etienne de Nanteuil
- Carátula, dibujos y logotipo: René Olivares
- Fotografías: Marcelo Kohn, Víctor Hugo Sepúlveda, José Luis Valenzuela, Waldo Riveros

### Ediciones
El álbum es editado en CD y casete, teniendo la particularidad de que el casete incluye como bonus track el edit radial de "Mamalluca" (3:33), que fue editado como sencillo y difundido por las radios chilenas.

## Presentaciones
El lanzamiento del disco se realiza en el Planetario de la Universidad de Santiago de Chile (USACH), el día 22 de noviembre de 1999. Una segunda presentación en vivo, con un bello eclipse lunar de fondo, se realiza el 20 de enero de 2000 en el Court Central del Estadio Nacional de Santiago. Además, en 2000 fue estrenado en TVN el documental Mamalluca: Nace Una Obra Sinfónica, realización de José Luis Valenzuela que contiene entrevistas con el grupo, material fílmico de las sesiones de grabación y de presentaciones en vivo, además de vídeos especialmente preparados para algunos de los temas del disco. Actualmente el documental se encuentra disponible en formato VHS.
Fragmentos del tema "Mamalluca" fue ejecutado con cierta frecuencia en los conciertos en vivo del grupo, debido a que la complejidad instrumental del álbum hacían casi imposible su ejecución completa sin orquesta sinfónica, aunque en ocasiones especiales también se interpretaron temas como "Cerro De La Virgen", "Gabriela" y "Elqui".
En enero del 2006 fue presentado en la Quinta Vergara de Viña del Mar, en el marco de los Conciertos de Verano de Viña del Mar; esta obra fue interpretada en el área instrumental por Los Jaivas,el área coral por el Coro Crecer Cantando del Teatro Municipal de Santiago acompañados por la Orquesta Sinfónica Estudiantil Metropolitana, (OSEM) todos bajo la dirección de Felipe Hidalgo.

## Compilaciones
La versión editada de "Mamalluca" y el tema "El Tambo" son las canciones que representan a este disco en el compilatorio Obras Cumbres (2003), mientras que la tonada "Gabriela" aparece en la compilación de cuecas En el Bar-Restaurant 'Lo Que Nunca Se Supo' (2000) y el tema "Elqui" cierra el disco Canción de amor (2005).